# Jeremy Antonisse
Jeremy Antonisse (* 29. März 2002 in Rosmalen, Niederlande) ist ein niederländischer Fußballspieler, der aktuell bei der PSV Eindhoven und der Fußballnationalmannschaft von Curaçao spielt.

## Karriere

### Verein
Antonisse begann seine fußballerische Laufbahn beim OJC Rosmalen, ehe er 2010 zur PSV Eindhoven wechselte. 2017/18 spielte er die ersten Male für die B-Junioren, mit welcher er die U17-Meisterschaft gewann. In der Folgesaison machte er zehn Tore in 32 Spielen für A- und B-Junioren zusammen genommen und gewann mit der U17 die Meisterschaft. 2019/20 spielte er nur noch für die U19 und machte dort in 17 Spielen vier Tore. Am 30. November 2020 (10. Spieltag) debütierte er für Jong PSV bei einer knappen Niederlage gegen den SC Cambuur. Sein erstes Tor für Jong Ajax schoss er am 2. Januar 2021 (21. Spieltag) gegen den NAC Breda. Nach diesem Spiel gab er sein Debüt für die erste Mannschaft, als er gegen den FC Emmen in der 90. Minute für Eran Zahavi ins Spiel kam. Dies war jedoch sein einziger Saison einsatz, da er danach wieder als Stammspieler zur zweiten Mannschaft zurückkehrte. Am 23. August 2021 verlängerte er seinen Vertrag bei der PSV um drei Jahre, bis Juni 2024.

### Nationalmannschaft
Antonisse spielte bislang lediglich dreimal für die U17 der Niederlande.
Nachdem er bei der Elftal keine Chance für sich gesehen hatte, entschied sich der noch 18-jährige Antonisse künftig für die Fußballnationalmannschaft von Curaçao zu spielen. Sein Debüt gab er am 25. März 2021 in einem Qualifikationsspiel für die WM 2022 in Katar, als er gegen St. Vincent und die Grenadinen eingewechselt wurde und ein Tor vorlegte (5:0).

## Erfolge
- Niederländischer U17-Meister: 2018
- Niederländischer Vize-Meister: 2021